# جوردان تورونارايغا
جوردان تورونارايغا (بالألمانية: Jordan Torunarigha)‏ (7 أغسطس 1997 كيمنتس ألمانيا - ) هو لاعب كرة قدم ألماني.

## روابط خارجية
- جوردان تورونارايغا على موقع الاتحاد الأوربي (الإنجليزية)
- جوردان تورونارايغا على موقع إي إس بي إن إف سي (الإنجليزية)
- جوردان تورونارايغا على موقع قاعدة بيانات كرة القدم.إي يو (الإنجليزية)
- جوردان تورونارايغا على موقع بيانات كرة القدم. دي إي (الألمانية)
- جوردان تورونارايغا على موقع ليكيب (الفرنسية)
- جوردان تورونارايغا على موقع Soccerbase.com (لاعب) (الإنجليزية)
- جوردان تورونارايغا على موقع Soccerway.com (الإنجليزية)
- جوردان تورونارايغا على موقع عالم كرة القدم.نت (الإنجليزية)
- جوردان تورونارايغا على موقع أوليمبيديا (الإنجليزية)
- جوردان تورونارايغا على موقع اللجنة الأولمبية الألمانية (الألمانية)